# Dzięgiele (województwo warmińsko-mazurskie)
Dzięgiele (niem. Dzingellen) – wieś w Polsce położona w województwie warmińsko-mazurskim, w powiecie gołdapskim, w gminie Gołdap.
W latach 1975–1998 miejscowość administracyjnie należała do województwa suwalskiego.
Wieś lokowana w 1527 roku jako wolna wieś. Książę Albrecht sprzedał tu nieznanemu nabywcy za pośrednictwem starosty Piotra Szwarca, burgrabiego straduńskiego, 7 włók ziemi, które miały być zapłacone do roku 1537.
Nazwa wsi najprawdopodobniej wywodzi się od nazwiska Dzięgiel lub Dzięgielewski. Wojciech Kętrzyński podaje w swojej książce "O ludności polskiej w Prusiech niegdyś krzyżackich", że w Doliwach, Chełchach, Krupinie i Mieruniszkach mieszkali Dzięgielowie. Gniazdo rodowe rodziny Dzięgielewskich to wieś szlachecka Dzięgiele w powiecie Kolno. Dzięgiel to także nazwa choroby u bydła oraz nazwa rośliny z rodziny baldaszkowatych).
Podczas akcji germanizacyjnej nazw miejscowych i fizjograficznych (tzw. chrzty hitlerowskie) utrwalona historycznie nazwa niemiecka Dzingellen została w 1938 r. zastąpiona przez administrację nazistowską sztuczną formą Widmannsdorf. W tym czasie we wsi mieszkało 108 osób.
Zobacz też: Dzięgiele, Dzięgielewo